# 妙法輪寺

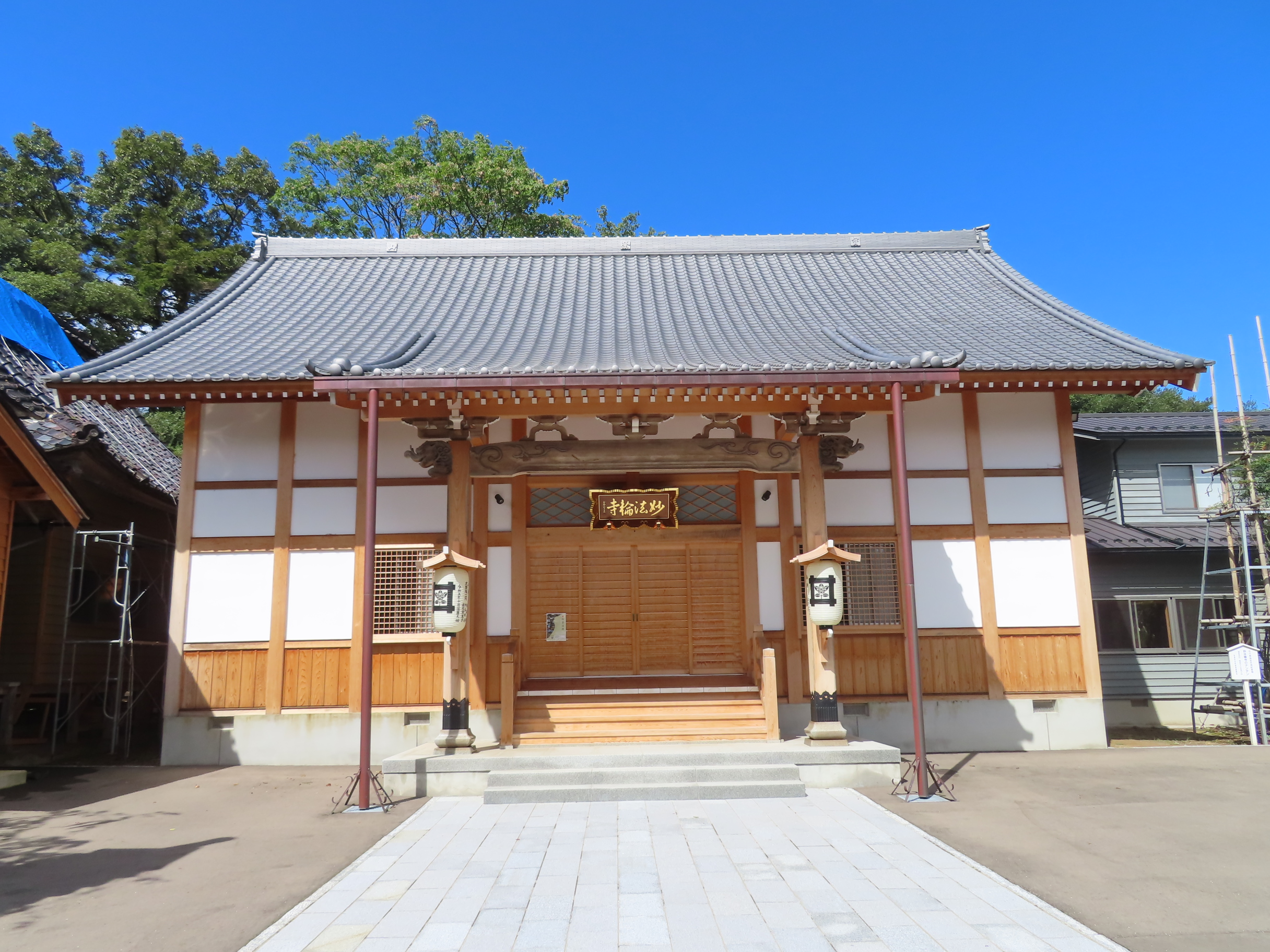
本殿（2024年9月）

妙法輪寺（みょうほうりんじ）は、石川県羽咋郡宝達志水町麦生にある日蓮宗の寺院。山号は宝栄山。旧本山は羽咋市の妙成寺、通師法縁。境内の南天は石川県指定天然記念物に指定されている。

## 歴史
今浜村の法華堂五兵衛邸で日像が法輪寺（のちの妙法輪寺）の僧（のちに妙法輪寺開基となる日源）と法論し法輪寺を日蓮宗に改宗した。

## 文化財
- 妙法輪寺のナンテン　樹齢300年から400年で日本最大級のナンテンとして県の天然記念物に指定[1]された。

## 参考資料
- 日蓮宗寺院大鑑編集委員会『宗祖第七百遠忌記念出版 日蓮宗寺院大鑑』大本山池上本門寺 (1981年)
- 中尾堯『日蓮の寺』東京書籍（1987年）

座標: 北緯36度49分50.4秒 東経136度45分42.9秒 / 北緯36.830667度 東経136.761917度